# Sean Olsson
Sean Nicholas Olsson  (ur. 2 marca 1967 w Beverley) – brytyjski bobsleista, brązowy medalista olimpijski.

## Kariera
Największy sukces w karierze osiągnął w 1998 roku, kiedy razem z Deanem Wardem, Courtneyem Rumboltem i Paulem Attwoodem zdobył brązowy medal w czwórkach na igrzyskach olimpijskich w Nagano. Był to pierwszy medal w bobslejach dla Wielkiej Brytanii od 34 lat. Na rozgrywanych cztery lata wcześniej igrzyskach olimpijskich w Lillehammer był ósmy w czwórkach i dziesiąty w dwójkach. Zajął też między innymi czwarte miejsce podczas mistrzostw świata w St. Moritz w 1997 roku.